# Seada

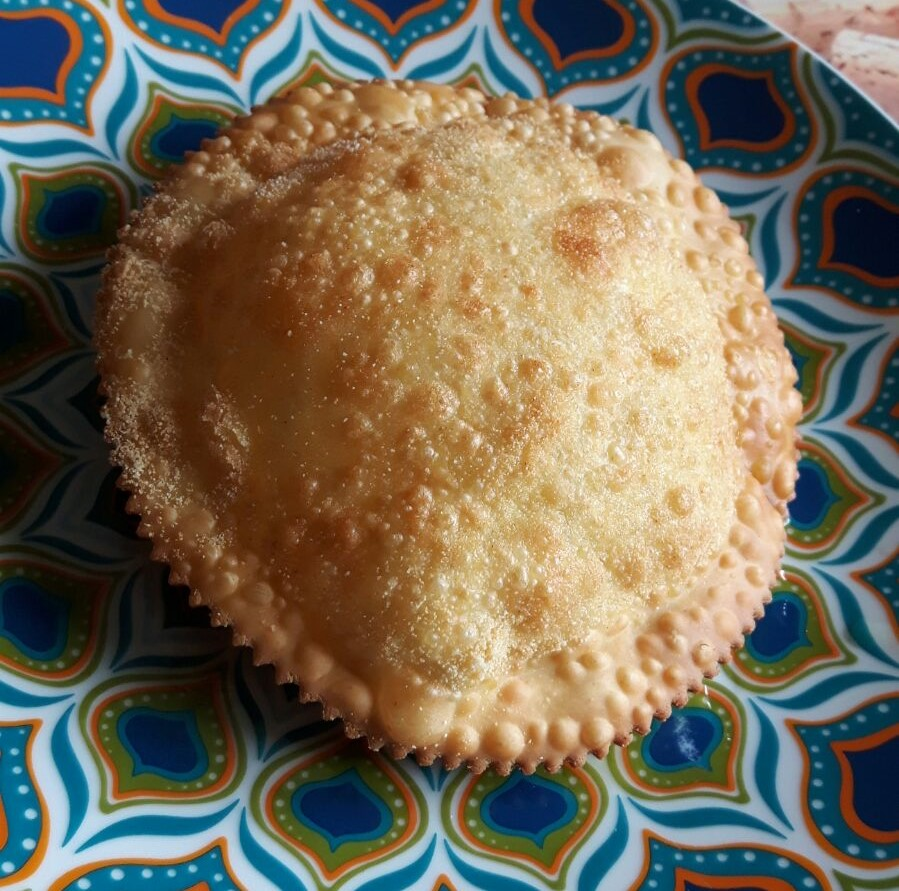
Seada, postre propio de Cerdeña, Italia.

La seada es un postre propio de la isla de Cerdeña, Italia. 

## Preparación
Se prepara una masa tipo hojaldre de semolina (por lo general que tiene de 12 a 15 cm de diámetro) con forma de disco, y se rellena con queso pecorino o queso fresco agrio  y ralladura de limón.
La masa se fríe en aceite de oliva o grasa de cerdo. Se sirve cubierta de miel o azúcar, y a veces sal.